# Сябу-сябу
Сябу-сябу (яп. しゃぶしゃぶ) — японский вариант хого. Блюдо очень похоже на сукияки, в оба из них входит тонко нарезанное мясо и овощи, к которым подается соус для макания. Сябу-сябу с более выраженным мясным вкусом и не такое сладкое, как сукияки. Сябу-сябу считается зимним блюдом, однако его употребляют круглый год.

## История
Впервые сябу-сябу был представлен в Японии в XX веке во время открытия ресторана «Suehiro» в Осаке. Есть мнения, что данное блюдо происходит от китайского «shuan yang rou». Сябу-сябу ближе всего к китайскому варианту в сравнении с другими подобными японскими блюдами (набэмоно), такими как сукияки. Название было придумано в ресторане «Suehiro», а в 1955 сябу-сябу стало зарегистрированной торговой маркой. После этого блюдо быстро распространилось по всей Азии. Сукияки и сябу-сябу являются распространенными блюдами в ресторанах не только в Японии, но и в японских кварталах в других странах, например в США и Канаде.

## Процесс приготовления
Традиционно в данное блюдо добавляли тонко нарезанную говядину, однако его современные варианты могут содержать свинину, мясо краба, курицу, утку или мясо омара. Чаще всего для приготовления сябу-сябу используется нежное филе или вырезка. Кроме того, элитные сорта мяса, такие как вагю, могут быть использованы при приготовлении сябу-сябу, что придаст блюду великолепный аромат и консистенцию. Данное блюдо обычно подают с тофу и овощами, такими как китайская капуста, хризантема, нори, лук, морковь, грибами шиитаке и зимними опятами. Иногда также сябу-сябу подают с удон, моти и лапшой харусамэ.
Тонко нарезанные кусочки мяса или овощей окунают в кипящую воду, откуда они всплывают с характерным звуком. Процедуру повторяют несколько раз. Именно благодаря этому звуку блюдо назвали сябу-сябу (звучание слова похоже на звук, издаваемый продуктами в кипящей воде). В воду может быть добавлены водоросли комбу или даси. После варки мясо и овощи макают в пондзу или соус из семян кунжута (гома). Участники сами подкладывают понравившиеся ингредиенты в котёл и перекладывают готовые к себе в тарелку из котла. В оставшийся после варки суп или бульон кладут рис или лапшу и едят после основного блюда.